# 마카사르어
마카사르어(basa Mangkasara')는 인도네시아 남술라웨시주에서 마카사르인이 사용하는 언어이다. 오스트로네시아어족의 남술라웨시어군에 속하고 부기어와 가까운 관계이다.

## 음운론
다음은 Jukes (2005)에 따른 마카사르어 음운론이다.

### 모음
마카사르어에는 /a, e, i, o, u/의 다섯 모음이 있다.

### 자음
|        |        | 순음 | 치경음 | 경구개음 | 연구개음 | 성문음 |
| ------ | ------ | ---- | ------ | -------- | -------- | ------ |
| 비음   | 비음   | m    | n      | ɲ        | ŋ        |        |
| 파열음 | 무성음 | p    | t      | c        | k        | ʔ      |
| 파열음 | 유성음 | b    | d      | ɟ        | ɡ        |        |
| 마찰음 | 마찰음 |      | s      |          |          | h      |
| 접근음 | 접근음 |      |        | j        | w        |        |
| 설측음 | 설측음 |      | l      |          |          |        |
| 전동음 | 전동음 |      | r      |          |          |        |

- /ɲ/은 모음 앞에서 ⟨ny⟩로 적고, ⟨c⟩와 ⟨j⟩ 앞에서 ⟨n⟩으로 적는다.
- /ŋ/은 ⟨ng⟩로 적는다.
- /ɟ/은 ⟨j⟩로 적는다.
- /j/은 ⟨y⟩로 적는다.
- /h/은 외래어에만 나타난다.
- /ʔ/은 음절말에만 나타나며 보통 아포스트로피 ⟨'⟩로 적는다.

### 음소배열론
/ʔ/를 제외한 모든 자음은 음절초에 올 수 있다. 음절말에는 /ŋ/와 /ʔ/만 나타난다.
자음군은 어중에만 나타나며 (한 가지 예외를 제외하면) /ŋ/ 또는 /ʔ/ + 자음으로 분석할 수 있다. 자음군은 형태소 경계에서 음운접변을 통해서도 나타난다.
|     | 비음/설측음 | 비음/설측음 | 비음/설측음 | 비음/설측음 | 비음/설측음 | 무성 장애음 | 무성 장애음 | 무성 장애음 | 무성 장애음 | 무성 장애음 | 유성 파열음 + r | 유성 파열음 + r | 유성 파열음 + r | 유성 파열음 + r | 유성 파열음 + r |
|     | m           | n           | ɲ           | ŋ           | l           | p           | t           | c           | k           | s           | b               | d               | ɟ               | ɡ               | r               |
| --- | ----------- | ----------- | ----------- | ----------- | ----------- | ----------- | ----------- | ----------- | ----------- | ----------- | --------------- | --------------- | --------------- | --------------- | --------------- |
| /ŋ/ | mm          | nn          | ɲɲ          | ŋŋ          | ll          | mp          | nt          | ɲc          | ŋk          | ns          | mb              | nd              | ɲɟ              | ŋg              | nr              |
| /ʔ/ | ʔm          | ʔn          | ʔɲ          | ʔŋ          | ʔl          | pp          | tt          | cc          | kk          | ss          | ʔb              | ʔd              | ʔɟ              | ʔg              | ʔr              |

장자음 연쇄 /rr/은 어근 어중에만 나타나며 위 규칙으로 설명할 수 없다.
동일한 두 모음이 만나면 하나로 축약된다. 예를 들어 sassa “씻다” + -ang ‘명사화 접미사’ > sassáng “빨래”, ca'di “작은” + -i ‘3인칭’ > ca'di “그것은 작다” 등이다.

## 현재의 문자
오늘날 마카사르어는 로마자로 적는 일이 많지만 론타라 문자도 아직 많이 쓰인다. 과거에 론타라 문자는 마카사르어와 가까운 관계인 술라웨시 언어인 부기어와 만다르어로 공식 문서를 작성하는 데 쓰이기도 했다.

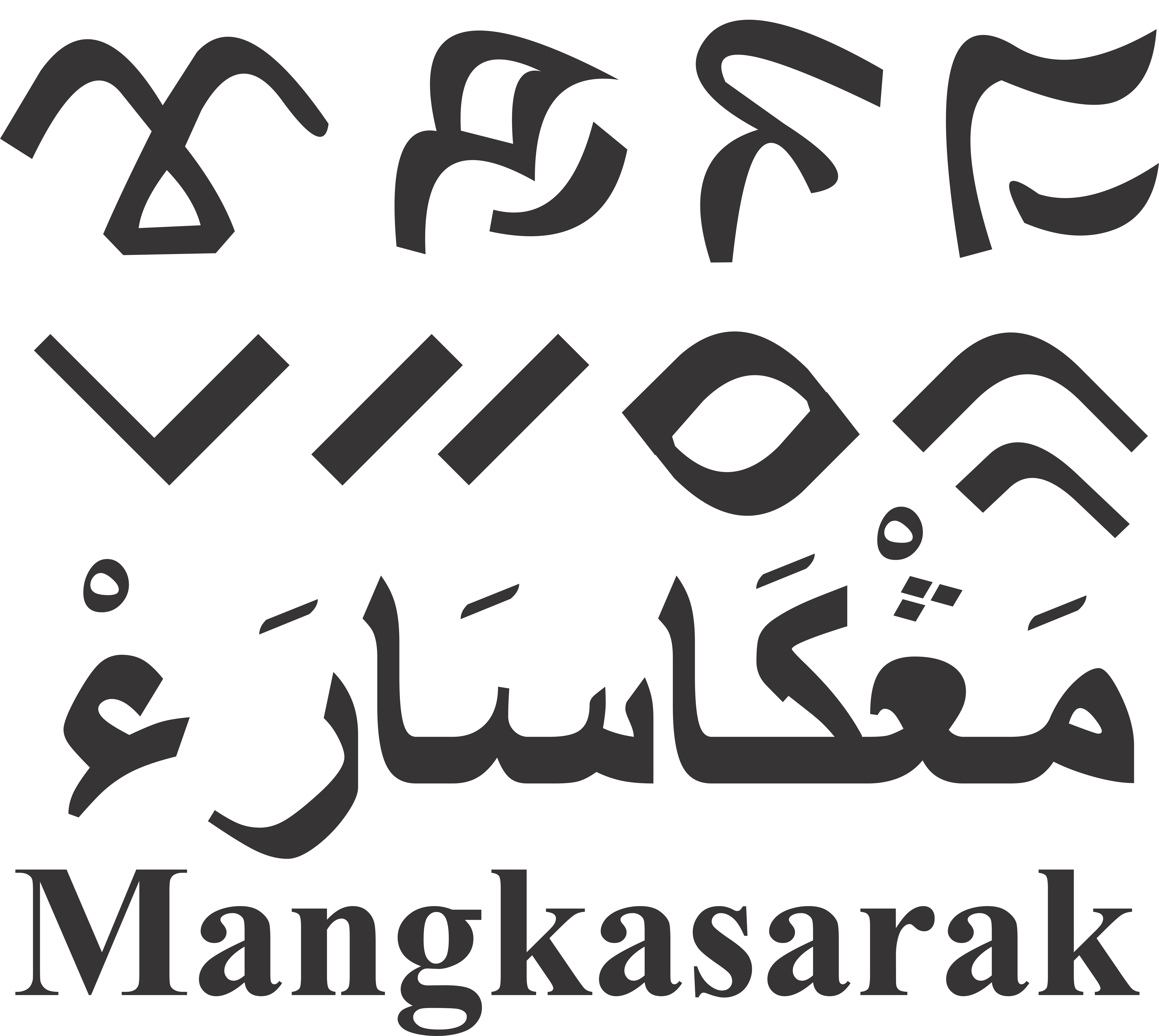
1. 마카사르 문자
2. 론타라 문자
3. 자위 문자
4. 로마자

### 예시
다음은 마카사르어에서 흔히 쓰이는 단어와 문구를 론타라 문자와 로마자로 나타낸 것이다. (아포스트로피  ' 는 성문 파열음을 나타낸다.)
| 론타라 문자 | 로마자      | 인도네시아어      | 번역               |
| ----------- | ----------- | ----------------- | ------------------ |
| ᨅᨒ          | balla'      | rumah             | 집                 |
| ᨅᨘᨒᨘ          | bulu        | bulu              | 털                 |
| ᨅᨅ          | bambang     | panas             | 뜨거운             |
| ᨌᨗᨄᨘᨑᨘ         | cipuru'     | lapar             | 배고픈             |
| ᨉᨚᨕᨙ          | doe'        | uang              | 돈                 |
| ᨕᨗᨐᨚ          | iyo         | iya               | 네.                |
| ᨒᨚᨄᨚ          | lompo       | besar             | 큰                 |
| ᨔᨒᨚ          | sallo       | lama / lambat     | 느린 / (시간이) 긴 |
| ᨈᨅᨙ          | tabe'       | permisi           | 실례합니다.        |
| ᨈᨙᨊ          | tena        | tidak ada         | 없음               |
| ᨀᨑᨕᨙ         | karaeng     | raja              | 왕                 |
| ᨕᨄ ᨀᨑᨙᨅ?     | apa kareba? | apa kabar?        | 어떻게 지내세요?   |
| ᨒᨀᨙᨀᨚ ᨆᨕᨙ?     | lakeko mae? | kamu mau ke mana? | 어디에 가세요?     |
| ᨅᨒ          | ballang     | belang            | 살갗을 태우다      |
| ᨅᨚᨈᨚ          | botto'      | bau               | 냄새 나는          |
| ᨑᨈᨔ         | rantasa'    | jorok             | 역겨운             |
| ᨅᨈᨒ         | co'mo'      | gemuk             | 뚱뚱한             |
| ᨅᨗᨒ          | bella       | jauh              | 먼                 |
| ᨁᨙᨒᨙ ᨁᨙᨒᨙ       | gele'-gele' | geli              | 간질이다           |
| ᨀᨚᨀᨚ          | kongkong    | anjing            | 개                 |
| ᨍᨑ          | jarang      | kuda              | 말(동물)           |
| ᨅᨙᨅᨙ          | bembe'      | kambing           | 염소               |
| ᨆᨚᨈᨙᨑᨙ         | ammotere'   | pulang ke rumah   | 집에 돌아가다      |
| ᨂᨑᨙ          | angnganre   | makan             | 먹다               |

## 마카사르 문자
과거에 마카사르어는 마카사르 문자로 적었다. 영어 문헌에서 마카사르 문자는 “고대 마카사르 문자(Old Makassarese)” 또는 “마카사르 새 문자(Makassarese bird script)”라고 부르기도 한다. 마카사르어로 마카사르 문자는 ukiri' jangang-jangang 또는 huruf jangang-jangang (“새 문자”)라고 부른다. 마카사르 문자는 17세기까지 마카사르의 왕조에서 공식적인 용도로 사용되었지만 19세기에 론타라 문자로 대체되어 쓰이지 않게 되었다.
마카사르 문자와 론타라 문자는 모두 고대 인도의 브라흐미 문자의 후손인 브라흐미계 문자이다. 다른 브라흐미계 문자처럼 마카사르 문자는 아부기다이다. 즉 자음 글자는 기본적으로 모음 “a”를 포함하고 있으며, 다른 모음은 자음 글자 주변에 부호를 붙여서 나타낸다.

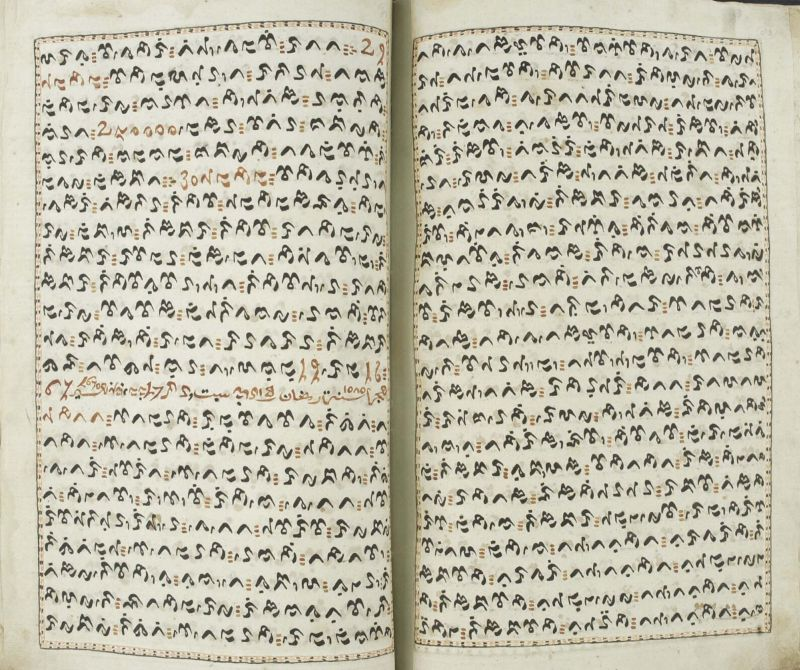
마카사르어를 마카사르 문자로 적은 고와 군주의 일기장. 마카사르 문자의 특징인 팔라와 문장 부호 및 몇몇 고유명사와 아랍어 삽입구는 붉은색으로 적혀 있다.

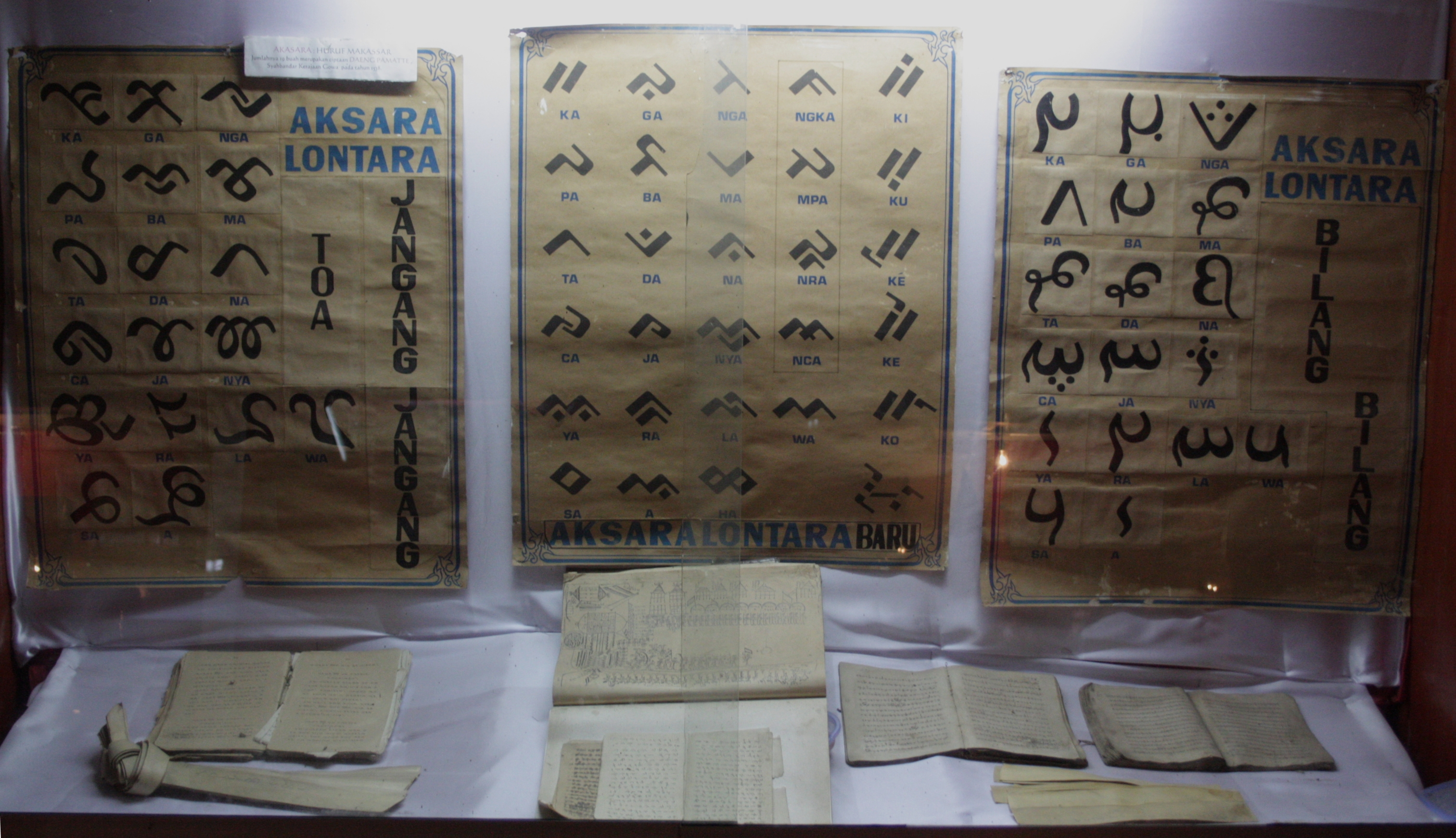
마카사르 문자(왼쪽), 론타라 문자(가운데), 빌랑빌랑 문자(오른쪽)을 비교한 박물관 전시물. 고와 숭구미나사에 위치한 발라 롬포아 박물관

### 유니코드
마카사르 문자는 2018년 6월 유니코드 11.0이 발표되면서 유니코드 표준에 포함되었다.
마카사르 문자의 유니코드 영역은 U+11EE0–U+11EFF이며 25개의 문자가 들어가 있다.
| Makasar[1][2] 유니코드 컨소시엄 공식 코드표 (PDF)                              |   |   |   |   |   |   |   |   |   |   |   |   |   |   |   |   |
|                                                                                | 0 | 1 | 2 | 3 | 4 | 5 | 6 | 7 | 8 | 9 | A | B | C | D | E | F |
| U+11EEx                                                                        | 𑻠 | 𑻡 | 𑻢 | 𑻣 | 𑻤 | 𑻥 | 𑻦 | 𑻧 | 𑻨 | 𑻩 | 𑻪 | 𑻫 | 𑻬 | 𑻭 | 𑻮 | 𑻯 |
| U+11EFx                                                                        | 𑻰 | 𑻱 | 𑻲 | 𑻳  | 𑻴  | 𑻵  | 𑻶  | 𑻷 | 𑻸 |   |   |   |   |   |   |   |
| 참고 1.^ 유니코드 12.0 기준 2.^ 회색 영역은 배당되지 않은 코드 포인트를 나타냄 |   |   |   |   |   |   |   |   |   |   |   |   |   |   |   |   |